# Evangelische Kirche (Fürstenhagen)

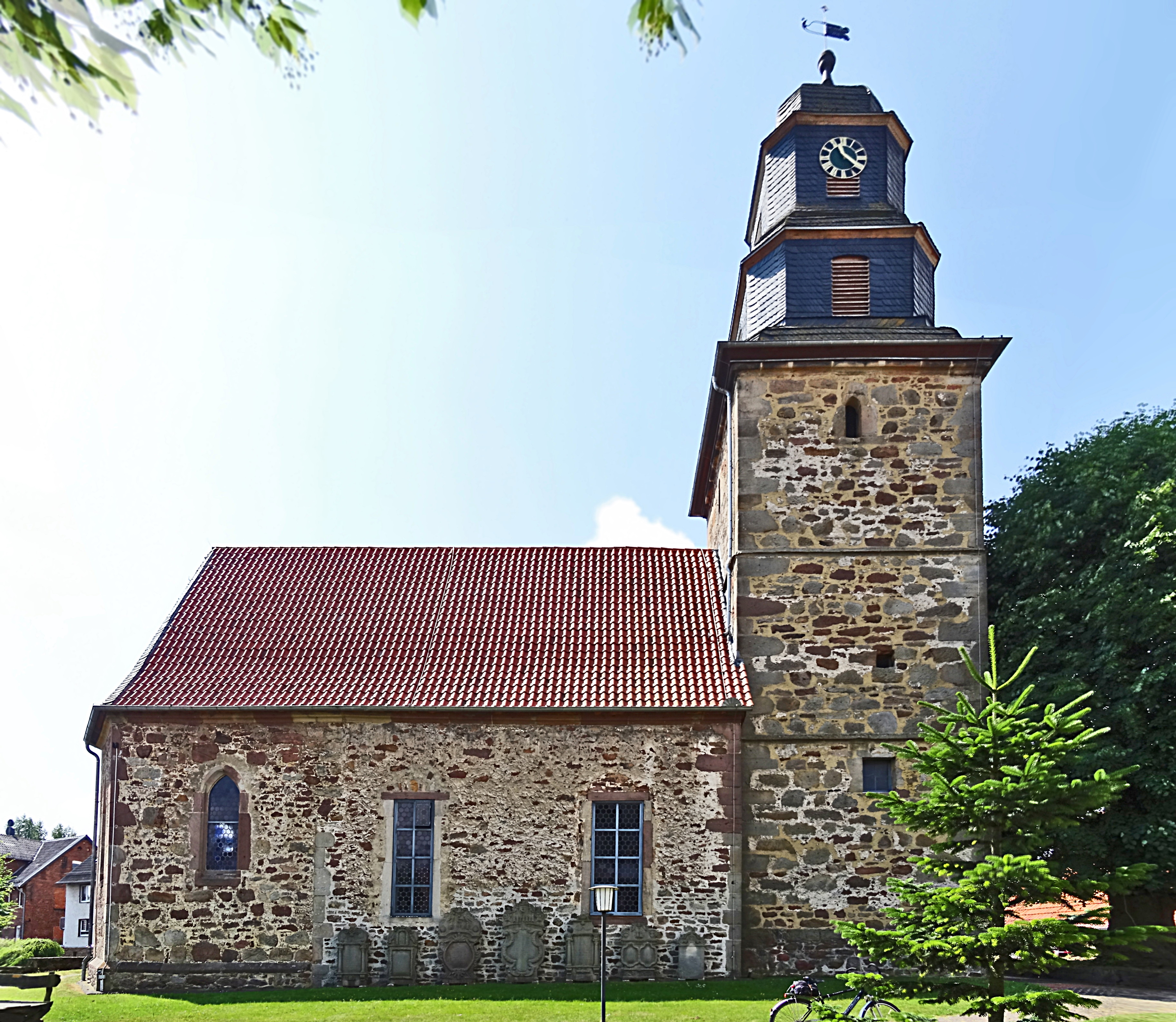
Evangelische Kirche

Die Evangelische Kirche Fürstenhagen ist ein denkmalgeschütztes Kirchengebäude, das im Ortsteil  Fürstenhagen der Stadt Hessisch Lichtenau im Werra-Meißner-Kreis (Hessen) steht. Die Kirchengemeinde gehört zum Kirchenkreis Werra-Meißner im Sprengel Kassel der Evangelischen Kirche von Kurhessen-Waldeck

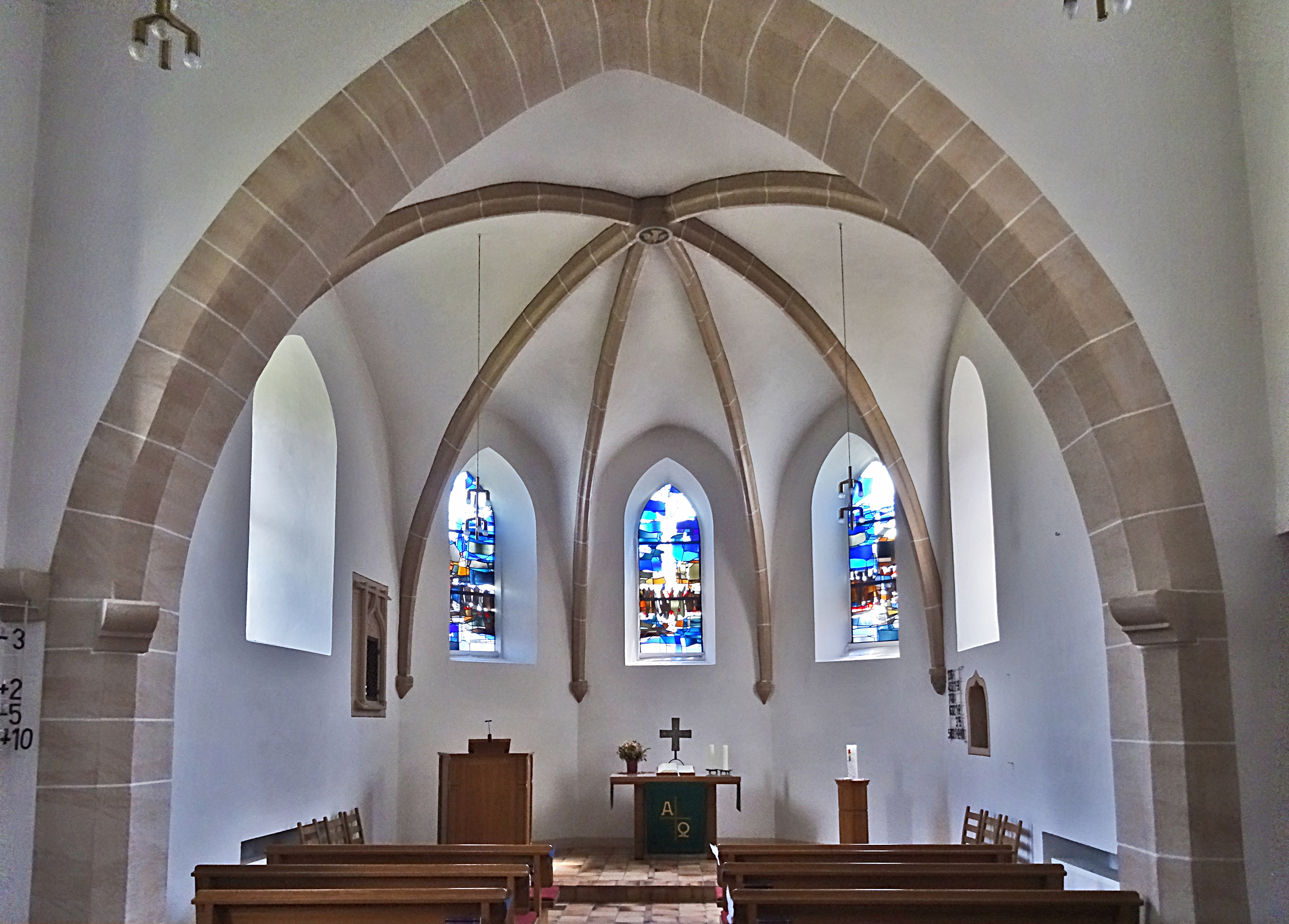
Innenansicht

## Beschreibung
Die Kirche aus Bruchsteinen war ursprünglich eine Wehrkirche. Das im Kern romanische Kirchenschiff wurde 1489 erhöht und mit einem gleich breiten, dreiseitig geschlossenen, mit einem Kreuzrippengewölbe überspannten Chor erweitert. Der Kirchturm im Westen erhielt bei der Sanierung 1791 einen schiefergedeckten zweistufigen Aufsatz mit abgeschrägten Ecken an den vier Seiten. Im unteren Teil steht der Glockenstuhl, in den oberen ist die Turmuhr eingebaut. Den Abschluss des Turms bildet eine bauchige Haube. Die Fenster im Chor sind spitzbogig, die im Kirchenschiff rechteckig. 

Schmerbach-Bosch-Orgel

Im Innenraum steht ein um 1498 gebautes Sakramentshaus. An der Wand befindet sich ein um 1500 entstandenes Sacrarium, ein kleines Becken mit einem Abfluss zum Erdreich, um Reste von Wein oder Wasser aus dem Gottesdienst würdig zu entsorgen. Das Taufbecken von 1568 und der gotische Altar stehen heute in Museen. Die Orgel wurde 1750 von Johann Wilhelm Schmerbach dem Älteren gebaut und durch Bosch-Orgelbau 1969 generalinstandgesetzt.